# Ernest August I
Ernest August I (ur. 5 czerwca 1771 w Londynie, zm. 18 listopada 1851 w Hanowerze) – król Hanoweru w latach 1837–1851, książę Brunszwik-Lüneburg, pierwszy książę Cumberland i Teviotdale, hrabia Armagh. Wraz z jego wstąpieniem na tron hanowerski zakończyła się unia personalna Hanoweru i Wielkiej Brytanii, nad którą władzę objęła jego bratanica, królowa Wiktoria Hanowerska.
Odznaczony orderami: Podwiązki, św. Patryka, Łaźni, Wielkim Krzyżem Hanowerskim.

## Rodzina
Syn Jerzego III Hanowerskiego i Zofii Charlotty Mecklenburg-Strelitz. Poślubił Fryderykę Mecklenburg-Strelitz, uroczystość ślubna odbyła się 29 maja 1815 r. w kościele w Neustrelitz (Niemcy) oraz ponownie 29 sierpnia 1815 r. w Carlton House w Londynie. Para miała córkę (ur. 1817) oraz syna Jerzego V (1819–1878), króla Hanoweru.